# 今日の5の2 BGM集 音祭り春夏秋冬
『今日の5の2 BGM集 音祭り春夏秋冬』（きょうのごのに ビージーエムしゅう　おとまつりしゅんかしゅうとう）は、テレビアニメ『今日の5の2』のサウンドトラック。2008年12月10日にスターチャイルドから発売された。

## 概要
テレビアニメ『今日の5の2』のサウンドトラック。CDジャケットでは、佐藤リョータと小泉チカが夏祭りを楽しんでいる様子が描かれている。音楽は羽岡佳が手掛けている。

## 収録曲
春
1. ニセモノ <ON AIR SIZE> [1:32]
歌：Friends
作詞：只野菜摘、作曲・編曲：植木瑞基
  - オープニングテーマ
2. 今日の5の2 春の思い出 [3:17]
3. 今日の5の2・春 [1:09]
4. 何か起こる!いや、絶対に起こる! [4:18]
5. ニクキュウ論争 [1:05]
6. スーパーボール [1:04]
7. AIR GUITAR [0:57]
8. 春の風 [1:06]
9. チカのやさしさ [1:25]
10. secret base 〜君がくれたもの〜 <ON AIR SIZE> [1:31]
歌：Friends
作詞・作曲：町田紀彦、編曲：YUPA
  - エンディングテーマ

夏
1. 今日の5の2 夏の思い出 [3:17]
2. 今日の5の2・夏 [1:25]
3. 今回も何か起こる!絶対に起こる! [4:54]
4. 穏やかな日々 [1:20]
5. またしても事件か! [2:06]
6. まぁ、そんなこんなで解決!? [1:20]
7. 夏だね [1:11]
8. 大爆発 NO.1 <ON AIR SIZE> [1:33]
歌：Friends
作詞：和田勝彦、作曲：和田克比古、編曲：YUPA
  - エンディングテーマ
9. 花火の夜に [2:04]
10. 夏祭り <ON AIR SIZE> [1:31]
歌：Friends
作詞・作曲：破矢ジンタ、編曲：YUPA
  - エンディングテーマ

秋
1. 今日の5の2 秋の思い出 [3:17]
2. 今日の5の2・秋 [1:06]
3. シリアスバトル勃発!? [4:57]
4. 悩みだってあるよね [2:26]
5. 悲しいことだってあるよね [4:20]
6. 秋みつけた [1:14]
7. ユウヤケイロ <ON AIR SIZE> [1:31]
歌：Friends
作詞：Loco.、作曲・編曲：YUPA
  - エンディングテーマ

冬
1. 今日の5の2 冬の思い出 [2:56]
2. 今日の5の2・冬 [1:55]
3. 最終決戦! [5:01]
4. 雪 [1:05]
5. キス? [1:06]
6. 願い <ON AIR SIZE> [1:30]
歌：Friends
作詞：Seiji、作曲・編曲：YUPA
  - エンディングテーマ
7. またよろしくね! [1:53]